# Mare Frisium
Die Mare Frisium ist ein Dreimastmarstoppsegelschoner (Rahschoner).

## Geschichte
Das Schiff wurde 1916 als Logger unter niederländischer Flagge mit dem Namen Petronella zu Wasser gelassen. Wie bei den Loggern üblich, war sie ursprünglich mit 2 Masten als Gaffelketch getakelt. Eingesetzt wurde das Schiff vor allem auf der Doggerbank. Ende der 1940er Jahre wurde sie zu einem Frachtsegler, dann entmastet zu einem Küstenmotorschiff umgebaut. Dabei wurde sie von ursprünglich knapp 30 m auf die heutige Länge erheblich verlängert. Sie verkehrte zeitweise unter dem Namen Helmut zwischen Schweden und Deutschland. 1993 wurde sie als Dreimastmarstopsegelschoner neu hergerichtet und dient seit 1995 unter ihrem heutigen Namen Mare Frisium als Passagiersegler. 

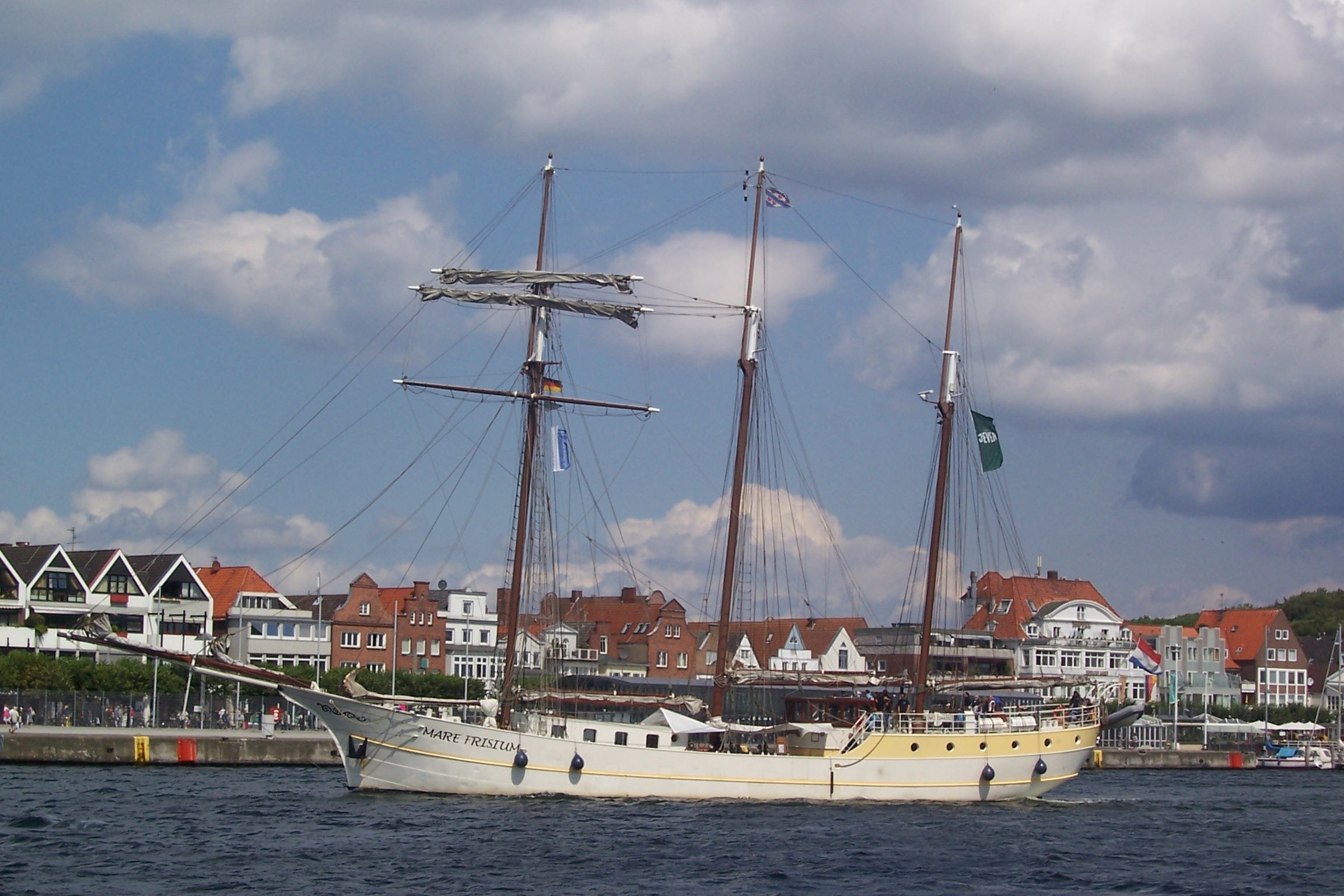
Die Mare Frisium vor Travemünde

Die Mare Frisium ist rund 50 Meter lang, 6,7 Meter breit und weist eine Segelfläche von 634 Quadratmeter auf. Der Hauptmast hat eine Gesamtlänge von 31 Metern. Bei Flaute sorgt ein Scania-Motor mit 359 PS für das Weiterkommen. 
Bis zu 90 Tagesgäste finden auf der Mare Frisium Platz. In den zwölf Kabinen können 36 Passagiere bei Mehrtagestörns übernachten. 
Der Liegeplatz des Schoners befindet sich am Sandtorhöft im Hamburger Hafen. Eigentümer ist die Hamburger Eventagentur Nord Event, die Veranstaltungen auf dem Schiff anbietet. Zudem wird die Mare Frisium bei maritimen Großveranstaltungen in Hamburg wie dem Hamburger Hafengeburtstag, aber auch im Rahmen der Kieler Woche, Travemünder Woche und Hanse Sail Rostock für Regattabegleitfahrten oder Segelcharter eingesetzt.